# Ericeia acutangula
Ericeia acutangula là một loài bướm đêm trong họ Erebidae.